# Liga Arabă Europeană
Liga Arabă Europeană (în neerlandeză Arabisch-Europese Liga, AEL) este o organizație/mișcare civilă panarabă pentru drepturile civile din Belgia și Țările de Jos.

## Înființare
AEL a fost fondată și este condusă de Dyab Abou Jahjah, un musulman șiit de origine libaneză care trăiește în Belgia. El a emigrat din Liban în 1991 pentru a urma studii universitare în Belgia. În iulie 2006, Abou Jahjah întors în Liban pentru a se alătura luptei din Războiului din Liban din 2006 de partea Hezbollahului împotriva Israelului.

## Activități
AEL se descrie pe sine ca nasserist, panarab și antisionist. Grupul își exprimă sprijinul pentru acțiunile de rezistență „islamistă” împotriva ocupării Irakului și aprobă uciderea soldaților coaliției.
Salon.com a raportat că grupul a aprobat public atentatele din 11 septembrie 2001 și organizarea de mitinguri au fost raportate de către Christian Science Monitor ca încheindu-se cu scandările „Jihad” și „Osama Bin Laden”. Cu toate acestea, situl în limba engleză al grupului a fost critic la adresa Al-Qaeda, referindu-se la atacurile din 11 septembrie ca fiind „oribile” și condamnând al-Qaeda pentru presupuse acte de terorism comise în Iordania.
În urma uciderii unei belgian de origine nord-africană în vârstă de 27 de ani de către un belgian pretins bolnav mintal la Anvers în 2002, care a dus la revolte rasiale în oraș, Liga Arabă Europeană a început să patruleze pe străzile din Anvers cu camere video pentru a monitoriza activitatea poliției. AEL a susținut că poliția belgiană s-a angajat într-o „vânătoare de oameni” rasistă în rândul tinerilor marocani din oraș și că mulți ofițeri de poliție erau simpatizanți ai partidului politic Vlaams Blok. Patrulele AEL au fost oprite după ce procuratura din Anvers a început o investigație pentru a determina dacă activitățile desfășurate încălcau legile belgiene împotriva organizării milițiilor private. Instanța însă a decis pe 31 mai 2006 că activitatea de patrulare nu era suficientă pentru a începe urmărirea penală a organizației. Trei lideri ai AEL au fost judecați, cu toate acestea, pentru rolul lor conducător în tulburările și revoltele după crima din 2002.
Organizația răspunde, de asemenea, de problemele de interes pentru musulmani, creând, de exemplu, filmul de scurt metraj Al Mouftinoun ca răspuns la filmul Fitna.

## Participări electorale
AEL se străduiește să dezvolte o mișcare musulmană arabă în țările membre ale Uniunii Europene. Grupul a participat în alegerile federale din Belgia din 2003, sub umbrela RESIST, alături de PVDA (Partidul Muncitorilor din Belgia, un partid politic maoist). Partidul a obținut 0,15% la alegerile pentru Camera Reprezentanților din Belgia și 0,27% în colegiile electorale flamande ale Senatului Belgian. Aceste rezultate electorale au fost mult prea mici pentru a câștiga un loc.
Grupul a participat, de asemenea, în alegerile flamande din 2004 sub denumirea Moslim Democratische Partij (Partidul Democrat Musulman), obținând cea mai mare pondere de voturi (0,27%) în provincia Anvers. Acest rezultat electoral a fost mult prea mic pentru a obține un loc în Parlament Flamand.

## Controverse

### Antisemitism
Premierul belgian Guy Verhofstadt a acuzat acest grup de agitarea sentimentelor rasiste în rândul arabilor și de incitare la violență în cursul revoltelor de stradă din Anvers din 2002 și l-a criticat pentru crearea de patrule care să-i urmărească pe polițiști cu camere video pentru a monitoriza presupusele acte de „rasism antiarab”.

Potrivit Centrum Informatie en Documentatie Israel (CIDI), un think-tank înființat de către comunitatea evreiască din Țările de Jos în 1974: 
„În aprilie 2002, Dyab Abou Jahjah (1971), conducătorul Ligii Arabe Europene cu sediul la Anvers, a efectuat pentru prima dată la o demonstrație propalestiniană din Anvers, care a scăpat complet de sub control, iar „steagurile Israelului au fost puse pe foc și demonstranții au cântat cântece antisemite” (De Volkskrant, 11/5/02). Scandarea „Evreii sunt câini” s-a auzit în stradă (Reformatorisch Dagblad, 1 martie 2003)".

În iunie 2002, Centrul pentru Egalitatea de Șanse și Lupta împotriva Rasismului a depus o plângere împotriva Ligii Arabe Europene pentru încălcarea legislației antirasiste.
O demonstrație a avut loc în aceeași lună, organizată în colaborare cu Partidul Verde Flamand și cu ONG-uri precum 11.11.11 și Kif Kif, în care o păpușă reprezentând un evreu ortodox a fost arsă în public.
Pe 19 august  2010 organizația a fost amendată de o curte de apel neerlandeză cu suma de 2.500 de euro (3.200 dolari) pentru publicarea unei caricaturi în care se sugera că Holocaustul a fost inventat sau exagerat de evrei.

### Homofobia
Salon.com afirmă că AEL a cerut în mod oficial pedeapsa cu moartea pentru homosexuali înainte de a-și asuma o poziție de conducere în cadrul grupului. În 2003, partidul politic Agalev (cunoscut în prezent ca Groen!) a încercat să postere loc în Antwerp de cupluri de homosexuali și lesbiene saruta în timp ce îmbrăcat în această ținută. AEL considerat o blasfemie și ca o insultă la adresa Islamului, deoarece potrivit lor, Coranul interzice în mod explicit homosexualitatea.